# 日本漢字能力検定
日本漢字能力検定（にほんかんじのうりょくけんてい）は、公益財団法人日本漢字能力検定協会が実施する漢字（日本の国字も含む）能力に関する検定である。一般に漢検または漢字検定と呼ばれる。
文部科学省による後援が取り消されていたが、2024年度より後援が再開された。

## 概要
- 本検定を単位認定や入学優遇に使用する高等学校・短期大学・大学が増えてきたことにより最近では広く知られるようになってきた。また、本検定を重要視している企業もある。
- 2008年（平成20年）度には延べ2,893,071人が受検し、近年では受検者数において実用英語技能検定をしのぐまでになった。ただし本検定の場合、同じ受検者が同試験日内に連続する4つまでの級を受検することが可能であり、また1級を中心に、一度ある級に合格しても繰り返して同一級を受ける受検者（リピーター）が存在する[注釈 2]ので、実質の受検経験者数は（延べ人数）受検者数よりかなり少ない。これは取得そのものが主目的となる他の多くの検定とは異なる特徴である。リピーター受検者が同じ級を何度も受検する理由は、出題されるあらゆる問題を知りたいという探究心や、漢字についての知識維持が目的であると考えられる。
- 最近では日本に渡ってきた外国人が、日本語や漢字学習の一環として10級から受けるケースもある。
- 1級のレベルでは、本検定以外での使用例が非常に少なく一般の漢和辞典にも載っていない読み（常用漢字の表外の読みも含む）[注釈 3]や、熟字訓・当て字も出題されている。

## 歴史
- 1975年（昭和50年）開始。認定級は15級から5段までの20段階あった。
- 1992年（平成4年）、当時の理事長大久保昇の働きにより、文部省（現・文部科学省）の認定の資格となる。これに伴い、認定級を7級 - 2級・準1級・1級の8段階に整理された。
- 文部科学省の認定制度廃止により、後に後援となった。しかし、2008年（平成20年）に発覚した漢検協会事件に端を発した一連の不祥事が考慮され、後援が取り消された。2024年度から、漢検や文章検等漢検協会が主催する4事業について再び後援となることになった。

## 検定級

### レベル・程度
| 級    | レベル                                     | 程度 |
| ----- | ------------------------------------------ | --- |
| 1級   | 大学・一般程度、対象漢字数約6000字         | 常用漢字を含めて、約6000字の漢字(JIS第一・第二水準を目安とする)の音・訓を理解し、文章の中で適切に使える。                   |
| 準1級 | 大学・一般程度、対象漢字数約3000字         | 常用漢字を含めて、約3000字の漢字(JIS第一水準を目安とする)の音・訓を理解し、文章の中で適切に使える。                         |
| 2級   | 高校卒業・大学・一般程度、対象漢字数2136字 | すべての常用漢字を理解し、文章の中で適切に使える。                                                                          |
| 準2級 | 高校在学程度、対象漢字数1951字             | 常用漢字のうち1,951字を理解し、文章の中で適切に使える。                                                                     |
| 3級   | 中学校卒業程度、対象漢字数1623字           | 常用漢字のうち約1,600字を理解し、文章の中で適切に使える。                                                                   |
| 4級   | 中学校在学程度、対象漢字数1339字           | 常用漢字のうち約1,300字を理解し、文章の中で適切に使える。                                                                   |
| 5級   | 小学校6年生修了程度、対象漢字数1026字      | 小学校第6学年までの学習漢字を理解し、文章の中で漢字が果たしている役割に対する知識を身に付け、漢字を文章の中で適切に使える。 |
| 6級   | 小学校5年生修了程度、対象漢字数835字       | 小学校第5学年までの学習漢字を理解し、文章の中で漢字が果たしている役割を知り、正しく使える。                                 |
| 7級   | 小学校4年生修了程度、対象漢字数642字       | 小学校第4学年までの学習漢字を理解し、文章の中で正しく使える。                                                               |
| 8級   | 小学校3年生修了程度、対象漢字数440字       | 小学校第3学年までの学習漢字を理解し、文や文章の中で使える。                                                                 |
| 9級   | 小学校2年生修了程度、対象漢字数240字       | 小学校第2学年までの学習漢字を理解し、文や文章の中で使える。                                                                 |
| 10級  | 小学校1年生修了程度、対象漢字数80字        | 小学校第1学年の学習漢字を理解し、文や文章の中で使える。                                                                     |

### 領域・内容

#### 1級
読むことと書くこと
常用漢字の音・訓を含めて、約6000字の漢字の読み書きに慣れ、文章の中で適切に使える。
- 熟字訓、当て字（蒲公英、烏賊 など）を理解していること
- 対義語、類義語、同音・同訓異字などを理解していること
- 国字を理解していること（怺える、毟る など）
- 地名・国名等の漢字表記（倫敦、維納など当て字の一種）を知っていること
- 複数の漢字表記について理解していること（鹽―塩、颱風―台風　など）

四字熟語・故事・諺
- 典拠のある四字熟語、故事成語・諺を正しく理解している。

古典的文章
- 古典的文章の中での漢字・漢語を理解している。

※約6000字の漢字は、JIS第二水準を目安とする。
ただし、上記の出題範囲のうち、平成14年度第3回からは、「地名・国名等の漢字表記（当て字の一種）を知っていること」に関する問題が出題されなくなった。一方、動植物名その他の熟字訓・当て字の読みを問う問題は依然として出題されている。
一般的には用いない難解な漢字や読みが多く出題される。

#### 準1級
読むことと書くこと
常用漢字の音・訓を含めて、2994字の漢字の読み書きに慣れ、文章の中で適切に使える。
- 熟字訓、当て字を理解していること
- 対義語、類義語、同音・同訓異字などを理解していること
- 国字を理解していること（峠、凧、畠　など）
- 複数の漢字表記について理解していること（國―国、交叉―交差　など）

四字熟語・故事・諺
- 典拠のある四字熟語、故事成語・諺を正しく理解している。

古典的文章
- 古典的文章の中での漢字・漢語を理解している。

※2994字の漢字は、JIS第一水準を目安とする。
1級同様、一般的には用いない漢字や読みが多く出題されるが、1級よりは比較的使用頻度の高いものが多い。
2010年11月に常用漢字が196字増え、その全てが2級配当漢字となっているが、このうち168字は元準1級配当漢字である。

#### 2級
読むことと書くこと
すべての常用漢字の読み書きに慣れる。特に高等学校で学習する音・訓を身につけ文章の中で適切に使えるようにする。
- 熟字訓、当て字を理解すること（小豆／あずき、海女／あま、玄人／くろうと、祝詞／のりと、寄席／よせ など）
- 対義語、類義語、同音・同訓異字などを理解すること

四字熟語
- 典拠のある四字熟語を理解すること（鶏口牛後、呉越同舟 など）

部首
- 部首を識別し、漢字の構成と意味を理解している。

2010年の要項改定により「人名用漢字」の記述が消え、人名用漢字そのものに関する出題は名実ともに姿を消した。

#### 準2級
読むことと書くこと
常用漢字の大体が読める。特に高等学校で学習する音・訓を身につける。学年別漢字配当表の漢字およびその他の常用漢字300字程度を身につけ、文章の中で適切に使えるようにする。
- 熟字訓、当て字を理解すること（硫黄／いおう、相撲／すもう、草履／ぞうり、凸凹／でこぼこ など）
- 対義語、類義語、同音・同訓異字などを理解すること

四字熟語
- 典拠のある四字熟語を理解すること（驚天動地、孤立無援 など）

部首
- 部首を識別し、漢字の構成と意味を理解している。

#### 3級
読むことと書くこと
約1600字の漢字が読める。学年別漢字配当表の漢字を身につけ、文章の中で適切に使えるようにする。
- 音読みと訓読みを正しく理解すること
- 送り仮名や仮名遣いに注意して正しく書くこと
- 熟語の構成を正しく理解すること
- 熟字訓、当て字を理解すること（乙女／おとめ、風邪／かぜ、足袋／たび、雪崩／なだれ など）
- 対義語、類義語、同音・同訓異字を正しく理解すること

四字熟語
- 四字熟語を理解していること

部首
- 部首を識別し、漢字の構成と意味を理解している。

#### 4級
読むことと書くこと
約1300字の漢字が読める。学年別漢字配当表の漢字のうち900字程度の漢字を書き、文章の中で適切に使えるようにする。
- 音読みと訓読みを正しく理解すること
- 熟字訓、当て字を理解すること（小豆／あずき、時雨／しぐれ、土産／みやげ、大和／やまと など）
- 対義語、類義語、同音・同訓異字を正しく理解すること
- 熟語の構成を正しく理解していること
- 送り仮名や仮名遣いに注意して正しく書くこと

四字熟語
- 四字熟語を理解していること

部首
- 部首を識別し、漢字の構成と意味を理解している。

#### 5級
読むことと書くこと
小学校第6学年までの学習漢字を読み、またその大体を書くことができる。
- 音読みと訓読みを正しく理解すること
- 対義語、類義語、同音・同訓異字、四字熟語を正しく理解すること（豊年満作、郷土芸能 など）
- 熟語の構成を知ること
- 送り仮名や仮名遣いに注意して正しく書くこと

四字熟語
- 四字熟語を正しく理解している（有名無実、郷土芸能　など）。

筆順
- 筆順、総画数を正しく理解している。

部首
- 部首を理解し、識別できる。

小学校卒業までに合格を目指すとよいとされている。

#### 6級
読むことと書くこと
小学校第5学年までの学習漢字を読み、またその大体を書くことができる。
- 音読みと訓読みを正しく理解すること
- 対義語、類義語の大体がわかること（欠点―短所、死去―他界 など）
- 同音・同訓異字、三字熟語を正しく理解すること
- 熟語の構成を知ること（日照、上下、美人、読書、不明 など）
- 送り仮名や仮名遣いに注意して正しく書くこと（等しい、短い など）

筆順
- 筆順、総画を理解する。

部首
- 主な部首を理解する。

#### 7級
読むことと書くこと
小学校第4学年までの学習漢字を読み、またその大体を書くことができる。
- 音読みと訓読みを正しく理解すること
- 対義語の大体がわかること（入学―卒業、得点―失点 など）
- 同音異字を理解すること（健康、高校、広告、外交 など）
- 三字熟語を理解すること（百貨店、軽音楽 など）
- 送り仮名に注意して正しく書くこと（落ちる、登る、放す など）

筆順
- 筆順、総画数を正しく理解している。

部首
- あし、かまえ、にょうを理解する。

#### 8級
読むことと書くこと
小学校第3学年までの学習漢字を読み、またその大体を書くことができる。
- 音読みと訓読みを理解すること
- 対義語の大体がわかること（勝つ―負ける、重い―軽い など）
- 送り仮名に注意して書くこと（当たる、楽しい、後ろ など）

筆順
筆順、総画を正しく理解する。
部首
へん、かんむり、つくりなどを理解する。

#### 9級
読むことと書くこと
- 小学校第2学年までの学習漢字を読み、またその大体を書くことができる。

筆順
- 点画の長短、接し方や交わり方、筆順および総画数を理解する。

#### 10級
読むことと書くこと
- 小学校第1学年の学習漢字を読み、またその大体を書くことができる。

筆順
- 点画の長短、接し方や交わり方、筆順および総画数を理解する。

## 合格基準
協会の発表によると、平成18年度第1回検定以降では、以下のようになっている。
| 級              | 満点  | 基準得点 |
| --------------- | ----- | -------- |
| 1級・準1級・2級 | 200点 | 80%程度  |
| 準2級 - 7級     | 200点 | 70%程度  |
| 8級 - 10級      | 150点 | 80%程度  |

なお、協会が想定していた合格率・平均点と誤差が生じた際、合格点は5点程度基準点より下がることがある（2級の場合、ここ数年は155点以上で合格ということが多い）。一方で受検者数の少ない1級・準1級の場合はこの制度は事実上適用されておらず、合格基準の160点を1点でも下回っていた場合は不合格となる。

## 受検者の増加と社会的な傾向
2000年（平成12年）以降、急激に受検者が増加する。例えば2001年（平成13年）度の受検者数は180万人程度だったが、ピーク時の2007年（平成19年）度には270万人以上となった。これに合わせ、協会のロゴマークは2007年（平成19年）度より「250万人の漢検」となった。しかし、一連の不祥事（→「漢検協会事件」）およびそれに伴う受検者数の減少により、現在では「〇〇万人の漢検」ロゴが使用されなくなっている。
漢検の級所持者を優遇する企業・学校がある一方、アナウンサーに対して入社前に2級以上を取得義務として課しているテレビ局もある。また、漢字の読み書きが脳の訓練にも効果を発揮し、認知症防止に役立つことが提唱されることもある。『今すぐ使える豆知識 クイズ雑学王』・『パネルクイズ アタック25』・『ネプリーグ』・『熱血!平成教育学院』・『クイズプレゼンバラエティー Qさま!!』など漢字の問題を扱うテレビ番組が増えている。また、漢字ゲームソフトとしてニンテンドーDS（任天堂）というタッチペンにより直接漢字が入力できる携帯ゲーム機対応の協会協力ソフトが人気を集めている。また、加納喜光、出口宗和らによる『読めそうで読めない漢字』などの難読漢字に関する著書がベストセラーとなっている。
例えば、警備や清掃等の業務を請負うビル管理会社等ではビルオーナーや依頼主へ毎日提出する作業日報、報告・引継ぎ事項、備え付けの台帳の類に一般に手書きで作成・記入する為、現場リーダー、正規雇用・パートといった雇用身分や年齢等に関係なく漢字を正しく読み書き出来る事が求められ、採用前、採用後を問わず、漢字検定の合格者が優遇・評価される場合もある。
また、2017年10月よりSCRAP主催の体験型謎解きイベントであるリアル脱出ゲームとのコラボレーションで不思議な漢字洞窟からの脱出が小学校及び特別支援学校小学部向けの学習教材として無償で配布されている。

## その他
受検方法
- 個人受検の場合、年3回（6月・10月・1月又は2月、いずれも日曜日）開かれ、公開会場で受検する。公開会場は、日本全国の主要都市約124ヶ所と海外約13ヶ所に設置されている。
- 団体受検の場合、準会場や団体公開会場で受検する。準会場は、協会が別途定める条件を満たす団体であれば、受検者が10人以上いる場合に設置可能。
- 準1級・1級受検志願者は、公開会場用願書が必要である。

検定の対象範囲
- 準1級・1級の場合、実際には検定対象にわずかながらもJIS第3・第4水準の漢字も含まれており、一方でJIS第1・第2水準の一部は含まれていない。
- 2級以下の試験には、「常用漢字表」に示された漢字の字体、読みしか認めない。旧字体での解答も無効。

特別表彰
- 団体受検において、受検者が100人以上の場合は成績優秀者に「団体内賞」が授与される。
- 平成22年度第2回検定より「満点賞」が創設された。これは検定時に全問正解し満点合格した受検者を表彰する制度で、対象者には「満点合格証書」が授与される。

その他
- 以前の児童漢検初9級・初10級相当分が、現在は漢字検定9級・10級に編入されている。
- 1級・準1級に合格すると、「日本語教育研究所」から「客員研究員」の応募用紙が賞状と一緒に送られてくることがある。これに応募するには好きな常用漢字を1字選び理由などを400字詰め原稿用紙6枚以内にまとめ、日本語教育研究所に送る。このとき新しくもらった賞状に加え、過去3回分の賞状に書かれている左端の番号を記入する必要がある。また、当該級の合格者のうち、日本国内に居住する希望者は、「漢検生涯学習ネットワーク」（2011年4月発足）の会員にもなることができる。入会費及び会費は無料。登録者には会員証が発行される他、定期的に会員通信が送られてきたり、年数回協会が主催するセミナーへの参加も可能（セミナー参加は実費負担）。
- 漢検の主な対象者は日本語母語話者になっているが、受検者の中に日本語を母語としないものもいて、その中に１級に合格する事例もある。

- 他の漢字能力に関する検定・大会
  - 一般財団法人・日本漢字習熟度検定協会主催 漢字習熟度検定（略称は『漢熟検』。かつては『漢熟』、『新漢検』）
  - 一般財団法人・日本ビジネス技能検定協会主催 漢字能力検定試験（受検者の多くは学校法人大原学園専門課程に在学の生徒）
  - 大分合同新聞主催・旺文社協賛 大分合同漢字博士認定大会（毎年8月に開催）
  - 漢字同好会とんぼのことば主催 漢字の鉄人テスト・鬼蜻蜓（毎年8月に開催）
- かつて存在した漢字能力に関する検定・大会
  - 学文社・日本漢字検定協会主催 漢字検定大会（毎年9月または10月に開催されていた）
  - 東京漢字検定協会主催 漢字検定試験
  - 写研主催漢字読み書き大会（後に日本語と遊ぼう会に変更）
  - 毎日新聞社・漢字実務検定協会主催 漢字実務検定

## 漢検CBT
パソコンを使って受検する、漢検CBTというコンピューターテストが実施されている。自己の都合に合わせて受検でき、また結果の通知が早いというメリットがある。以下にその概要を解説する。
- 受検可能な級は2 - 7級。
- 検定日は月に1回-毎日。検定会場によって異なる。事前予約制で定員がある。
- 解答は、漢字の読み問題はキーボードを（文字変換機能は無効にされている）、書き取り問題はペンタブレットを用いる。
- 出題範囲や内容・難易度・合格基準は、従来の筆記による検定と同じである。
- 合格者は従来の漢検と同じ資格が得られる（漢検CBT2級合格者は、漢検2級合格扱いになる）。
- 検定結果は、試験実施日から最短8日後に通知される。

詳細は公益財団法人 日本漢字能力検定協会のサイトを参照

## 合格証書番号例
- 第一〇一四三〇〇〇〇〇〇〇号
  - 一〇→実施年 一四→試験回数 三→受検級 〇〇〇〇〇〇〇→証書番号